# Mohammad Mosaddegh
Mohammad Mosaddegh (tiếng Ba Tư: محمد مصدق IPA: [mohæmˈmæd(-e) mosædˈdeɢ] ⓘ; 16 tháng 6 năm 1882 – 5 tháng 3 năm 1967) là một chính trị gia, tác giả và luật sư người Iran, từng giữ chức thủ tướng Iran từ năm 1951 đến năm 1953, sau khi được Quốc hội Iran bổ nhiệm. Ông là nghị sĩ quốc hội quốc hội Iran từ năm 1923, và phục vụ trong cuộc bầu cử vào năm 1952, cho đến khi bị lật đổ trong cuộc đảo chính năm 1953 được hỗ trợ bởi các cơ quan tình báo Anh (MI6) và Hoa Kỳ (CIA)